# 59 Гидры
59 Гидры (лат. 59 Hydrae), HD 132219 — двойная звезда в созвездии Гидры на расстоянии (вычисленном из значения параллакса) приблизительно 369 световых лет (около 113 парсек) от Солнца.

## Характеристики
Первый компонент (CD-27 10148A) — белая звезда спектрального класса A4V, или A5, или A6IV. Видимая звёздная величина звезды — +5,724m. Масса — около 1,6 солнечной, светимость — около 53 солнечных. Эффективная температура — около 7085 K.
Второй компонент (CD-27 10148B) — белая звезда спектрального класса A6V. Видимая звёздная величина звезды — +6,79m. Орбитальный период — около 429,19 года. Удалён на 0,5 угловой секунды.